# 德累斯頓 (緬因州)
德累斯頓（英語：Dresden）是一個位於美國緬因州林肯縣的鎮。

## 人口
根據2020年美國人口普查的數據，德累斯頓的面積為86.01平方千米，當中陸地面積為78.87平方千米，而水域面積為7.14平方千米。當地共有人口1725人，而人口密度為每平方千米20人。